# Christie (band)
Christie was een Britse rockband die tot 2009 actief was.

## Carrière
Christie werd gevormd in 1969 door zanger Jeff Christie, gitarist Vic Elmes en drummer Mike Blakley. Ze brachten in 1969 de hit Yellow River uit, een nummer dat Jeff Christie eerst had aangeboden aan de band The Tremeloes. In feite bestond het nummer uit het instrumentale gedeelte van The Tremeloes met de stem van Jeff Christie eroverheen gedubd. Het nummer stond in 26 landen op nummer 1. Ook hun volgende single San Bernadino haalde nog de top van de hitlijsten in Duitsland en een 7de plaats in de Verenigde Staten. De band onderging in de loop van de jaren '70 nog verschillende samenstellingswijzigingen. De groep hield in 1976 op te bestaan. In 1990 vormde Jeff Christie opnieuw een groep met 3 nieuwe bandleden. Ze deden mee aan de voorselectie voor het Eurovisiesongfestival in 1991, maar faalden. In 2009 stopte de groep definitief met bestaan.

## Discografie

### Singles
| Single met hitnotering(en) in de Vlaamse Ultratop 50 | Datum van verschijnen | Datum van binnenkomst | Hoogste positie | Aantal weken | Opmerkingen          |
| ---------------------------------------------------- | --------------------- | --------------------- | --------------- | ------------ | -------------------- |
| Yellow River                                         | 1969                  | 06-06-1970            | 1               | 14           | in de Radio 2 Top 30 |

### NPO Radio 2 Top 2000
| Nummer met noteringen in de NPO Radio 2 Top 2000 | '99  | '00-'02 | '03  |
| ------------------------------------------------ | ---- | ------- | ---- |
| Yellow River                                     | 1745 | -       | 1582 |

1. ↑  Een '-' betekent dat het nummer niet was genoteerd en een vetgedrukt getal geeft de hoogste notering aan.
2. ↑  Deze tabel is bijgewerkt tot en met de laatste editie (2024).